# Голова ревкому
«Голова ревкому» (вірм. «Հեղկոմի նախագահը») — радянський історико-революційний художній фільм 1977 року, знятий режисером Генріхом Маркаряном на кіностудії «Вірменфільм». Екранізація повісті Стефана Зорьяна. Знятий на замовлення ЦТ. Прем'єра відбулася 18 квітня 1978 року.

## Сюжет
Фільм про Громадянську війну на Кавказі і перші роки Радянської влади у Вірменії. Дія відбувається у 1921 році. Кипить запекла боротьба дашнаків і більшовиків. У центрі оповідання — переконаний більшовик, який слідує поклику свого серця і робить все на благо батьківщини. Герою фільму — голові революційного комітету в провінційному містечку, де поки ще дашнаки і їхні прихильники не хочуть миритися з новою радянською владою. Діяти йому доводиться на непридатному, здавалося б, для цього ґрунті. Події кінострічки висвітлюють важливі і доленосні місяці становлення нової республіки.

## У ролях
- Карен Джангіров — Міракян, голова революційного комітету
- Гуж Манукян — начальник штабу
- Карина Сукіасян-Кочарян — Віргінія, дружина голови
- Володимир Мсрян — Сурен Асланян
- Віген Чалдранян — Рубен Асланян
- Ішхан Гарібян — Атаян
- Армен Сантросян — дашнакський міністр
- Олександр Хачатрян — дашнакський полковник
- Верджалуйс Міріджанян — мати Асланянів
- Сурен Бабаян — куркуль
- Левон Шарафян — вчитель
- Олександр Оганесян — селянин

## Знімальна група
- Режисер — Генріх Маркарян
- Сценарист — Георгій Айрян
- Оператор — Артем Джалалян
- Композитор — Едвард Мірзоян
- Художник — Олександр Шакарян